# ジュマベク・アサンクロフ
ジュマベク・アサンクロフ（Жумабек Асанкулов、1927年2月20日 - 2007年4月22日）は、ソビエト連邦のチェキスト、キルギスタンの政治家。中将。ソ連8月クーデター時のキルギスタンKGB議長だった。

## ソ連時代
チュイ州モスコフスキー地区カペル・アルィクに生まれる。
- 1944年～1945年 - コルホーズ員
- 1945年～1946年 - 教師
- 1946年～ - 国家保安機関
- 1955年 - モスクワ高等軍事法律学校卒業
- 1966年～1967年 - キルギス共産党中央委員会行政機関課主任
- 1967年～1978年 - キルギスKGB議長
- 1978年～1988年 - ソ連KGB特殊課程長
- 1989年～1991年 - キルギスタンKGB議長
- 1990年～1991年 - キルギスタン大統領会議議員

1989年～1991年、ソ連人民代議員。1990年～1995年、キルギスタン人民代議員。1991年から年金生活。

## パーソナル
F.E.ジェルジンスキー名称ソ連KGB赤旗学校卒業。法学者。
赤旗勲章2個、労働赤旗勲章を受章。